# Proedromys bedfordi
Proedromys bedfordi este o specie de rozătoare din familia Cricetidae.  După ce specia Mictomicrotus liangshanensis a fost scoasă din acest gen, P. bedfordi a devenit singurul membru al genului Proedromys. Se găsește numai în părți muntoase din China centrală. Este o specie rară, iar Uniunea Internațională pentru Conservarea Naturii a clasificat starea sa de conservare ca fiind „vulnerabilă”.

## Descriere
Specia P. bedfordi are o lungime a capului plus cea a trunchiului cuprinsă între 75 și 100 mm și o lungime a cozii de 14 până la 15 mm. Blana de pe partea dorsală este lungă și de o nuanță mată de brun mediu, iar blana de pe partea ventrală este cenușie-albicioasă. Suprafața de sus a labelor deopotrivă posterioare și anterioare este albicioasă, iar coada este bicoloră, fiind brună deasupra și albicioasă dedesubt. Craniul este robust, incisivii sunt largi, recurbați și au șanțuri pe suprafețele exterioare, iar molarii nu au nicio rădăcină și continuă să crească de-a lungul vieții animalului.

## Răspândire și habitat
Specia P. bedfordi este una rară și este știută numai din trei localități din China; două dintre acestea sunt în sudul Provinciei Gansu și nordul Provinciei Sichuan, iar a treia este Rezervația Naturală Națională Jiuzhaigou, unde fost descoperită specia pentru prima oară în 2003. Trăiește în păduri montane și a fost găsită la altitudini cuprinse între 2.440 și 2.550 m. A fost identificată în rămășițe fosile care provin din epoca pleistocenului și pare să fi fost mai abundentă decât este acum.

## Stare de conservare
Populația speciei P. bedfordi este în scădere. Este amenințată de distrugerea habitatului său, care este provocată de tăierea copacilor și de extinderea agriculturii. Este găsită doar în trei zone și singura arie protejată în care se știe că viețuiește este Rezervația Naturală Națională Jiuzhaigou. Uniunea Internațională pentru Conservarea Naturii a clasificat starea sa de conservare ca fiind „vulnerabilă”.